# Essendon (Hertfordshire)
Essendon ist ein Dorf und Civil parish in Hertfordshire, 10 km südwestlich von Hertford.
Das Dorf liegt an der B158 road, etwa 100 m über dem Meeresspiegel. Es bietet einen Blick über das Lea Valley nordwärts. Obwohl an einer uralten Stätte gelegen, stammt die Pfarrkirche St Mary’s weitgehend aus dem 17. und 18. Jahrhundert. Sie wurde 1883 renoviert. Der westliche Kirchturm ist ein Überbleibsel aus dem 15. Jahrhundert und befügt über acht Glocken, von denen die älteste 1681 gegossen wurde. Die Kirche beinhaltet ein ungewöhnliches Taufbecken aus Wedgwood-Porzellan aus dem Jahr 1780 und mehrere Messingtafeln und -statuen. Im Jahr 1916 wurde das östliche Ende der Kirche beschädigt, da es von einer Bombe getroffen wurde, die von dem deutsche Zeppelin L-16 abgeworfen wurde. Bei dem Angriff wurde auch ein Wohnhaus getroffen, durch die Folgen wurden zwei Schwestern getötet.
Zu historischen Bauten in der Ortschaft gehören Camfield Place, wie die Schriftstellerin Barbara Cartland zu Hause war und das von Beatrix Potter besucht wurde. In der Nähe befindet sich Holwell Court, ein Grade-II-Bauwerk, das um 1900 im Auftrag von Sir Ernest George errichtet wurde und nun in Eigentumswohnungen konvertiert wurde.
Essendon Place war der Wohnsitz des Mediziners Thomas Dimsdale (1712–1800), der ein Experte für die Bekämpfung der Pocken durch Inokulation war, 1768 nach Russland eingeladen wurde, um Katharina die Große zu impfen. Für seine dortigen Dienste wurde er zu einem Baron des Russischen Reiches erhoben.
Bedwell Park ist ein anderer Herrensitz in der Nähe der Ortschaft und Sitz des Essendon Country Club Golf Club. Bedwell End war das Wohnhaus von Deneys Reitz, Hochkommissar für die Südafrikanische Union, bis zu dessen Tod am 19. Oktober 1944. Beim Ausbruch des Zweiten Burenkrieges trat er mit 17 Jahren der Burenarmee bei und begleitete General J. C. Smuts bei seinem bekannten Zug durch die Kapkolonie, von der Reitz in einer Autobiographie Commando schrieb. Im Ersten Weltkrieg war er Lieutenant-Colonel und kommandierte die 1st Royal Scots Fusiliers an der Westfront in Frankreich.

## Personen
- Simon Pegg (* 1970), Schauspieler
- Thomas Pearce (1847–1898), Cricketspieler

## Belege
1. ↑  Civil Parish population 2011. In: Neighbourhood Statistics. Office for National Statistics, archiviert vom Original am 28. Oktober 2016; abgerufen am 28. Oktober 2016 (englisch).  Info: Der Archivlink wurde automatisch eingesetzt und noch nicht geprüft. Bitte prüfe Original- und Archivlink gemäß Anleitung und entferne dann diesen Hinweis.
2. ↑  Dove Details. In: Dove.cccbr.org.uk. Abgerufen am 31. Dezember 2018 (englisch).
3. 1 2  Parishes: Essendon - British History Online. In: British-history.ac.uk. Abgerufen am 17. Dezember 2023 (englisch).
4. ↑  The Hartford Hundred (West) Group. Archiviert vom Original am 27. August 2011; abgerufen am 26. Februar 2011 (englisch).
5. ↑  Terry Mitchinson: New facilities at Essendon Country Club golf course. In: Welwyn Hatfield Times. Archiviert vom Original am 27. April 2016; abgerufen am 26. April 2016 (englisch).  Info: Der Archivlink wurde automatisch eingesetzt und noch nicht geprüft. Bitte prüfe Original- und Archivlink gemäß Anleitung und entferne dann diesen Hinweis.
6. ↑  Bedwell End, AL9 6HL. Archiviert vom Original am 14. Juli 2011; abgerufen am 4. Juni 2009 (englisch).
7. ↑  
London Gazette. Nr. 37150,  HMSO, London, 26. Juni 1945, S. 3361 (Digitalisat, abgerufen am 14. Dezember 2023, englisch).
8. ↑  
London Gazette (Supplement). Nr. 31439,  HMSO, London, 8. Juli 1919, S. 8589 (Digitalisat, abgerufen am 14. Dezember 2023, englisch).